# I'm Fire C'mon!
"I'm Fire C'mon!" är en sång av det svenska rockbandet Her Majesty, från 2003. Låten finns med på bandets debutalbum Happiness (2003), men utgavs också som singel samma år.

## Låtlista
1. "I'm Fire C'mon!" (M. Jälevik, Her Majesty)
2. "Boys Don't Cry" (R. Smith, M. Dempsey, L. Tolhurst)

## Listplaceringar
| Lista (2003) | Topplacering |
| ------------ | ------------ |
| Sverige      | 36           |

### Fotnoter
1. ↑  ”Her Majesty”. Svensk mediedatabas. http://smdb.kb.se/catalog/search?q=her+majesty+typ%3Afonogram&sort=OLDEST. Läst 17 juni 2012.
2. ↑  Listplacering